# Paulo Jorge
Paulo Jorge Soares Gomes (Braga, 16 de Junho de 1980) é um futebolista português, que joga habitualmente a defesa.
Fez a sua formação no Sporting Clube de Braga, tendo permanecido no clube até ao final da época 2008/09. No final da época assinou pelo APOEL, do campeonato cipriota. No dia 4 de abril de 2012 ele perdeu 2 dentes cabeçeando as costas de seus companheiro Willian e fora do campo, arrancou outro.